# Irdning
Irdning est une ancienne commune autrichienne du district de Liezen en Styrie. Le 1er janvier 2015 les communes d' Irdning, Donnersbach et Donnersbachwald fusionnèrent pour former le bourg d'Irdning-Donnersbachtal.